# Maybud
Maybud és una ciutat del comtat d'Ardakan a la província (ustan) de Yadz a uns 50 km al nord-oest d'aquesta, a la vora del Gran Desert, sent irrigada per mitjà de qanat. El seu aspecte actual recorda en la part vella al dels pobles dels pessebres mentre que té edificacions modernes a la part nova. A la ciutat hi ha un temple zoroastrià. La seva població el 1950 era de 3.798 persones.
D'aquesta població era originari el visir seljúcida Khatir al-Mulk Abu Mansur Muhammad ibn Husayn.